# الجذور لا تموت (مسلسل)
الجذور لا تموت مسلسل تلفزيوني سوري، من تأليف توفيق حسن، وإخراج مأمون البني. عُرض أول مرَّة على التلفزيون السوري عام 1993م.

## القصة
يتناول المسلسل قصة عائلة تبنَّت طفلًا فُقِد من أهله في حرب 1967، ولكن بعد سنوات تظهر أسرته الحقيقية فيقرِّر العودة إليها، ضمن حبكة درامية مشوِّقة.

## الممثلون
- منى واصف
- عدنان بركات
- نجاح حفيظ
- رضوان عقيلي
- حسام عيد
- زهير رمضان
- عارف الطويل
- ضحى الدبس
- نورمان أسعد
- يارا صبري
- جهاد الزغبي
- حسن عويتى
- أمل عمران
- سليم كلاس
- حسين صيداوي
- باسم ياخور
- عباس الحاوي
- مجد ظاظا
- ظفيرة قطان
- سيف الدين السبيعي
- جيهان عبد العظيم
- رشا العبد الله
- أدهم الملا
- عدنان السيد
- جرجس جبارة
- محمود القيم
- هاني محمد
- حنان حبال
- ممدوح الخواجة
- محمد الطرابيشي
- أحمد المسالخي
- مرشد ضرغام
- رياض كبرة
- مروان السباعي
- ألبير حلال
- محيي الدين خشيفاتي
- دينا خانكان
- غادة واصف
- حسام عيسى
- نزار أبو حجر
- أمين راجحة
- نهاد إبراهيم
- رجا الشريف
- محمود عبد العزيز
- عبد السلام غبور
- وديع ظاهر
- خالد ديب
- نبيل مريش
- محمد خير التقي
- سهيل حداد
- ماهر رمضان
- خالد حمادة
- فواز سرور
- رندا قطريب
- وفاء شريتج
- غسان ياسمين
- ثائر جبور
- هاشم غزال
- عبدالله خميس
- مصطفى شبيرو

## وصلات خارجية
مشاهدة مسلسل الجذور لاتموت يوتيوب